# Katy (Teksas)
Katy je grad u američkoj saveznoj državi Teksas. Prema popisu stanovništva iz 2010. u njemu je živjelo 14.102 stanovnika.